# Alfred Felber
Alfred Felber (* 19. September 1886; † 10. April 1967 in Genf) war ein Schweizer Ruderer und Olympiasieger.
Bei den Olympischen Sommerspielen 1920 in Antwerpen gewann er im Zweier mit Steuermann mit Édouard Candeveau die Bronzemedaille. Vier Jahre später an den Olympischen Sommerspielen in Paris gewann er die Goldmedaille in derselben Disziplin.
Felber war Mitglied im Société Nautique de Genève.